# Catherine Delaunay
Pour les articles homonymes, voir Delaunay.
Catherine Delaunay (née le 31 octobre 1969) est une clarinettiste de jazz et musiques improvisées, ainsi que compositrice française.

## Débuts
La clarinettiste et compositeur française Catherine Delaunay est née en 1969. Elle commence la clarinette à l’âge de 6 ans avec Patrick Jego. Elle étudie la musique classique au Conservatoire de Rennes, et intègre le Conservatoire national supérieur de musique de Lyon en 1989.
 
Au CNSMD, elle obtient le Diplôme national d'études supérieures musicales (DNESM) de clarinette (classe de Jacques Di Donato, 1993), le Certificat d'études spécialisées de musique de chambre (classe de Jacques Aboulker, 1993), le certificat d'études complémentaires spécialisées « Atelier instrumental du XXe siècle », (1993, direction Gilbert Amy, et le certificat d'études complémentaires spécialisées de clarinette ancienne et chalumeau (1995, classe de Jean-Claude Veilhan).
Parallèlement à ses études classiques, Catherine Delaunay participe aux projets de Marc Perrone, Laurent Dehors. C'est à cette période qu'elle se tourne plus particulièrement vers le jazz et la musique improvisée.

## Carrière actuelle
Catherine Delaunay est leader et compositrice de plusieurs formations : 
- Mon crapaud s'appelle Tino[3], spectacle de La Guinguette à PépéE en collaboration avec des fanfares, autour des chansons d'amour écrites notamment par Albert Marcoeur, Olivier Thomas, Léo Remke-Rochard création 2023 ;

- Jusqu'au dernier souffle[4], création musicale (label Mission du Centenaire) sur des Lettres d'amour des Poilus de la Grande Guerre, avec Yann Karaquillo (comédien), Sandrine Le Grand (piano), Guillaume Roy (violon alto), Pierrick Hardy (guitare, banjo et clarinette), Christophe Morisset (serpent, tuba, trombone), Guillaume Séguron (contrebasse) ;
- Sois patient car le loup[5], création musicale sur des poèmes de Malcolm Lowry traduits par  Jean-François Goyet avec John Greaves (voix), Isabelle Olivier (harpe), Thierry Lhiver (trombone) et Guillaume Séguron (contrebasse) ; la fanfare de rue et d'intérieur Y'en a qui manquent pas d'air[6] avec Lionel Martin (saxophones), Daniel Casimir (trombone), Didier Havet (soubassophone), et Tatiana Lejude (batterie).

Elle joue avec La Guinguette à Pépée avec Pascal Van den Heuvel (saxophones, voix, piano à orteil) et Sébastien Gariniaux (guitare, banjo, ukulélé, voix, piano à orteils) disque Apaches, et en duo avec Pascal Van den Heuvel Le chien déguisé en vache,,.
Elle est aussi la compagne de route d'Olivier Thomas (Antifreeze Solution, Daisy Tambour...) (Tomassenko de Belgique), Régis Huby The Ellipse, Métamorphoses, Claude Tchamitchian Trio Naïri, Vortice, Acoustic Lousadzac, Marc Ducret Lady M, Pierrick Hardy L'Ogre Intact, Hélène Labarrière en duo et quintet Puzzle, Entre les Terres quartet de François Corneloup et Jacky Molard avec Vincent Courtois,, l'Orchestre National de Jazz de Frédéric Maurin, Ex Machina musique avec Steve Lehman et l'IRCAM, Frame by Frame,,Rituels,, Anna Livia Plurabelle musique d'André Hodeir, No Borders en duo avec Tony Hymas, Davu Seru et Guillaume Séguron Trio SDS , Guillaume Séguron Nora F , Joce Mienniel ensemble Art Sonic Le Bal Perdu,, Sarah Chaksad Large ensemble, Sweet Dog on the MoonJulien Soro, Paul Jarret, Ariel Tessier, Emilie Lesbros, Cantilène pour Boris Vian avec Anamaz et Timothée Le Net.
Elle mêle aussi bien musique et littérature avec ses propres projets Jusqu'au dernier souffle, Sois patient car le loup et également Jacques Bonnaffé D'un trait l'oiseau, Promenons nous dans l'émoi, Elie Guillou Et tu oses me parler de solitude, Cie Miczzaj A l'impossible on est tenu, musique et danse Cie Clara Cornil,, Cie Thierry Thieû Niang, musique et théâtre Cie Tomassenko Contes nus,, Daisy Tambour ,, Antifreeze Solution,, Le jour de l'envol ,,, L'acteur loup, d'André Benedetto, mis en scène par Michel Bruzat, Cie L'œil du Tigre), musique et cinéma muet, avec Pierre Badaroux (Les Aventures du prince Ahmed, de Lotte Reiniger ; L'Homme à la caméra, de Dziga Vertov ; La Fièvre des échecs, de Vsevolod Pudovkin) avec Bruno Angelini (Tabou de Murnau), Méliès dans tous ses états.

## Autres
Catherine Delaunay  a également joué avec Nathan Hanson, Donald Washington, Laurent Dehors, Doan Brian Roessler , Simon Goubert, Steve Coleman pour 4 concerts Natal Eclipse Morphogenesis La Villette 2018 , Matt Wilson (en) quartet , Massimo Nunzi et Yann Apperry Calvino Reloaded, Elie Guillou Pont de Sable, Bruno Tocanne, Daniel Goyone, Edouard Ferlet et Benoît Dunoyer de Segonzac Trio Plumes, Serge Lazarevitch, Philippe Botta, Jean-Remy Guédon Archimusic, Dave Burell, Takayuki Kato, Nobuyoshi Ino, Yuri Kusetsov, Vladimir Volkoff...

## Discographie
- Nuit américaine, Lambert Wilson[65], Maria Laura Baccarini, Stephy Haïk, Régis Huby
- Dans la rue, Dentiste, Tu tousses, Dommage à Glenn, Que tàl Carmen, Happy Birthday, Big band de Laurent Dehors
- Dis bonjour au monsieur, Cinéma mémoire, Marc Perrone
- Mozart et l'ami Stadler, le Trio de Bassetto, Jean-Claude Veilhan
- Les Bulles, avec Daniel Hélin
- Aux solitudes[66], avec Jean-Philippe Goude
- Tocade'S, avec Bruno Tocanne - Agapes 2000
- Cœur de Lune (2002), avec Y'en a qui manquent pas d'air, avec Lionel Martin, Daniel Casimir, Didier Havet, Bruno Tocanne, Tatiana Mladenovitch-Lejude
- Plumes (2006), avec Edouard Ferlet et Benoît Dunoyer de Segonzac
- Songs from the beginnig (2007), Alain Blesing
- Le chien déguisé en vache (2008)[67],[68], avec Pascal Van den Heuvel
- All Around[69] Simple Sound (2008), sextet de Régis Huby
- Sois patient car le loup[70], d'après les poèmes de Malcolm Lowry
- Antifreeze Solution (2009)
- Le jour de l'envol (2009), Tomassenko de Belgique
- Organetta[71] (2013)
- La double vie de Pétrichor (2015), avec Guillaume Séguron et Davu Seru [72] (disques nato Jean Rochard)
- Daisy Tambour, Tomassenko de Belgique [73],[74]
- Need Eden[75] Acoustic Lousadzac, Claude Tchamitchian [76]
- Apaches (2018), avec Sébastien Gariniaux et Pascal Van den Heuvel[8],[9]
- Thollot in Extenso (2018), trois pièces en duo avec Tony Hymas (nato)
- L'ogre intact (2019), quartet de Pierrick Hardy[77]
- Vol pour Sidney (retour) (2020), cinq morceaux avec Matt Wilson, Donald Washington, Davu Seru ... (nato)
- Une longue année de Anamaz & Riverdog (2023), un titre
- No Borders[78] (2023) duo avec Tony Hymas (nato)
- Album (2024) avec Jean-Jacques Birgé et Roberto Negro (GRRR)
- One Another Orchestra (2024) avec One Another Orchestra (nato)

## Enregistrement de musiques de films
- La Première Fois que j'ai eu 20 ans, Mes amis, mes amours, films de Lorraine Lévy
- Un petit jeu sans conséquence, film de Bernard Rapp
- Le Ciel sur la tête, de Régis Musset
- Un couple épatant, film de Lucas Belvaux
- Ma vie à l'hôtel, documentaire de Valérie Desnele
- La Consultation, documentaire de Hélène de Crécy